# Едуард Халет Кар
Eдуард Халет Кар, CBE (на английски: Edward Hallett Carr), р. 28 юни 1892 г., Лондон, Великобритания — п. 3 ноември 1982 г., Лондон, Великобритания) е английски историк марксист и теоретик на историческата наука, дипломат, съветолог, журналист. Популярен е с трудовете си върху историята на СССР и с критиката на емпиризма в историографията.

## Биография
Едуард Халет Kap завършва Тринити Колидж, Кеймбридж. Бил е член на британската делегация по време на Мирната конференцията през 1919 г. и член на департамента по въпросите, свързани с Русия, в британския Форин офис, където е бил наблюдател на Октомврийската революция. Бил е член на състава на британското посолство в Рига, а от 1930 г. – на състава на британската делегация към Обществото на народите. Напуска Форин офис през 1936 г. и става преподавател по международна политика в Юнивърсити колидж, Уелс – пост, който заема до 1947 г. От 1941 до 1946 г. е редактор в лондонския „Таймс“, а от 1953 до 1955 г. – преподавател по политически науки в Бейлиъл колидж, Оксфорд. От 1955 г. е член на академичния съвет в Тринити колидж, Кеймбридж.
Командор на ордена на Британската империя.
Като историк Кар се прочува с четиринайсеттомното си изследване „История на Съветска Русия“ и с излязлата през 1961 г. „Какво е историята?“.

### Книги
- Dostoevsky (1821–1881): a New Biography (Достоевски: Нова биография), New York: Houghton Mifflin, 1931.
- The Romantic Exiles: a Nineteenth Century Portrait Gallery (Романтически изгнания: Галерията на портрета от XIX век), London: Victor Gollancz, 1933.
- Karl Marx: a Study in Fanaticism (Карл Маркс: Изследване на фанатизма), London: Dent, 1934.
- Michael Bakunin (Михаил Бакунин), London: Macmillan, 1937.
- International Relations Since the Peace Treaties (Международните отношения след Преговорите за мир), London, Macmillan, 1937.
- Britain: A Study Of Foreign Policy From The Versailles Treaty To The Outbreak Of War (Великобритания: Изследване на международната политика от Версайския договор до избухването на войната), London; New York: Longmans, Green and Co., 1939.
- Conditions of Peace (Условията на мира), London: Macmillan, 1942.
- Nationalism and After (Национализмът и след това), London: Macmillan, 1945.
- The Soviet Impact on the Western World (Съветското влияние върху западния свят), 1946.
- A History of Soviet Russia (История на Съветска Русия), поредица от 14 тома, London: Macmillan, 1950–1978. Съдържа The Bolshevik Revolution (3 тома), The Interregnum (1 том), Socialism In One County (5 тома) и The Foundations of A Planned Economy (5 тома).
- The New Society (Новото общество), London: Macmillan, 1951
- German-Soviet Relations Between the Two World Wars, 1919–1939 (Германо-съветските отношения между двете световни войни, 1919–1939), London, Geoffrey Cumberlege 1952.
- What is History? (Какво е историята?), 1961.
- 1917 Before and After (1917: Преди и след това), London: Macmillan, 1969; американско издание: The October Revolution Before and After, New York: Knopf, 1969.
- The Russian Revolution: From Lenin to Stalin (1917–1929) (Руската революция: От Ленин до Сталин), London: Macmillan, 1979.
- From Napoleon to Stalin and Other Essays (От Наполеон до Сталин и други есета), New York: St. Martin’s Press, 1980.
- The Twilight of the Comintern, 1930–1935 (Здрачът на Коминтерна, 1930–1935), London: Macmillan, 1982.

### Други публикации
- „Turgenev and Dostoyevsky“ – страници 156-163 от The Slavonic and East European Review, Volume 8, Issue 22, June 1929.
- „Was Dostoyevsky an Epileptic?“ – страници 424-431 от The Slavonic and East European Review, Volume 9, Issue 26, December 1930.
- „Pilnyak and the Death of Frunze“ – страници 162-164 от Soviet Studies, Volume 10, Issue 2, October 1958.

### На български
- Едуард Халет Кар. Що е история? Архив на оригинала от 2014-11-05 в Wayback Machine.. Превод Снежинка Иванова, Десислава Недялкова. София, Сонм, 2007, 154 с. (ISBN 954-8478-40-4).[1][2]